# FM Галичина
«FM Галичина» — найбільша регіональна радіомережа (охоплює 14 частот).

## Історія
У липні 2009 року «FM Галичина» отримала 11 частотних присвоєнь з 12, на які подавала заявки на конкурс на частоти, оголошений 30 липня 2009 року Національною радою з питань телебачення і радіомовлення.
Радіостанція «FM Галичина» розпочала мовлення в ефірі наприкінці 2010 року у Львові та Львівській області, а також в Шацьку на Волині.
У березні 2011 року ТРК «Галичина» виграла конкурс на частоти у Тернополі та Луцьку.
У 2015 році радіо «FM Галичина» отримало ліцензію на мовлення у четвертому обласному центрі — Рівному. Це право радіостанція «FM Галичина» виборола серед 140 претендентів.
У 2016-2019 роках радіо «FM Галичина» вело своє мовлення на Сході України (Донецька та Луганська області). У планах — ще більше розширення території мовлення, слухацької аудиторії та якісної української музики.

## Формат
Радіо FM Галичина — це унікальне родинне радіо, яке незмінно пропагує українське: пісню, мову, культуру, історію, традиції.
Прогнозована сукупна цільова аудиторія радіомережі — близько 5 млн слухачів.
У музичному наповненні радіостанція зберігає пропорції: 50 % ефіру української музики і 50 % — іноземної.
Музика — Hot AC (Adult contemporary music) з елементами CHR (contemporary hit radio) + етно/фолк, основна цільова аудиторія — чоловіки і жінки 25-45 років. Музичний напрям є унікальним, радіостанція першою поєднала українські етно і фолк, світові хіти та золоту колекцію української музики. У музиці концентрація на трьох напрямках: українська класика («Брати Гадюкіни», «Мандри», «Гайдамаки» тощо), сучасна українська музика та ремікси класики (наприклад, Джамала, ONUKA, «Перкалаба» та інші) та іноземна музика, перевірена часом (це The Beatles, Джо Кокер, Кріс Рі та ін.) разом із поточними іноземними хітами.

## Частоти мовлення
Передавачі «FM Галичина» встановлені у 14 містах.

### Волинська область
- Луцьк — 89,8 FM
- Шацьк — 106,7 FM

### Львівська область
- Львів — 89,7 FM
- Борислав — 102,9 FM
- Броди — 107,5 FM
- Новий Розділ — 107,6 FM
- Радехів — 103,6 FM
- Славсько — 102,6 FM
- Старий Самбір — 102,7 FM
- Стрий — 107,9 FM
- Турка — 105,9 FM
- Шептицький — 103,0 FM

### Рівненська область
- Рівне — 89,5 FM

### Тернопільська область
- Тернопіль — 102,3 FM